# Munidopsis polymorpha
Espèce
Munidopsis polymorpha est une espèce de crustacés décapodes de la famille des
Galatheidae endémique, aux îles Canaries, de l'île de Lanzarote dont il est l'animal symbole.
Ce sont de petites galathée pâles et aveugles que l'on trouve dans les grottes volcaniques de Jameos del Agua.

## Systématique
L'espèce Munidopsis polymorpha a été décrite en 1892 par le zoologiste autrichien Karl Koelbel (d) (1834-1896)

## Publication originale
- (de) Karl Koelbel, « Beiträge zur Kenntnis der Crustaceen der Canarischen Inseln », Annalen des K. K. Naturhistorischen Hofmuseums, Vienne, Inconnu, vol. 7, no 3,‎ 1892, p. 105-116 (OCLC 5759828, JSTOR 41767706, lire en ligne).